# Nicole Frank
Nicole Frank (* 1. April 1975) ist eine Schweizer Journalistin, Moderatorin und Kommunikationsberaterin. 

## Leben und Wirken
Frank studierte Germanistik, Journalistik und Kommunikationswissenschaften an der Universität Freiburg (CH). Ihre journalistische Arbeit begann sie 1998 bei der Neuen Luzerner Zeitung. 2007 erlangte sie die Doktorwürde an der Philosophischen Fakultät der Universität Freiburg (CH) mit ihrer Dissertation „Mich zu fixieren, ist unmöglich“ über Schreibstrategien von Joseph Roth. Danach arbeitete Frank zehn Jahre für Radio SRF. Dort moderierte sie unter anderem die Frühsendung „Heute Morgen“ und war am Aufbau des Informationskanals Radio SRF 4 mit beteiligt. Anschliessend berichtete sie aus dem Bundeshaus und aus der Zentralschweiz. 
Seit 2018 moderierte sie die Fernsehsendung Rundschau. Zudem war sie mit Sandro Brotz Gesprächsleiterin im Rundschau talk, der viermal im Jahr ausgestrahlt wird. Nach fast 23 Jahren bei Schweizer Radio und Fernsehen SRF hat sie 2022 das Unternehmen verlassen.
Heute ist sie als selbständige Moderatorin und Kommunikationsberaterin tätig.